# Armero
Armero è un comune della Colombia facente parte del dipartimento di Tolima.

## Storia
Il centro abitato venne fondato nel 1895, ma venne ufficialmente riconosciuto come capoluogo del comune solo il 29 settembre 1908 dal presidente Rafael Reyes. La città era originariamente chiamata San Lorenzo. Nel 1930 il nome venne cambiato in Armero in memoria di José León Armero, un martire nazionale. La regione, principale produttrice di cotone del paese, fu una prospera zona agricola fino al 1985.
Il comune venne devastato il 13 novembre 1985 con l'eruzione del vulcano Nevado del Ruiz che uccise circa 23.000 persone su circa 31.000 che vivevano nella zona in quel momento. L'incidente divenne noto con il nome di tragedia di Armero. Una vittima in particolare fece notizia, Omayra Sánchez, una giovane ragazza che morì dopo essere rimasta intrappolata con acqua e fango fino al collo per tre giorni. Dopo questo tragico evento, la località di Guayabal divenne capoluogo del comune di Armero, che mantenne la municipalità nonostante divenne di fatto una città fantasma.